# Paul Brousseau (musicien)
Pour le joueur de hockey canadien, voir Paul Brousseau.
Paul Brousseau, né le 18 décembre 1976 à Poitiers, est un pianiste français, multi-instrumentiste et compositeur de jazz, de musique improvisée et de rock d’avant-garde.

## Biographie

### Études musicales
Initié très tôt à la musique par son père qui lui transmet sa passion pour le piano stride, Paul Brousseau, en partie autodidacte, va délaisser l’enseignement académique des conservatoires pour privilégier les chemins de traverses.
Attiré notamment par l’énergie du rock il monte ses premiers groupes à l’adolescence, et élargit rapidement son univers sonore en se tournant vers la batterie et la guitare. C’est la découverte à l'âge de 16 ans du disque Jaune et encore de Claude Barthélemy qui décide de ses orientations esthétiques du côté du jazz et de la musique improvisée.
Il suit les cours et les classes de maître de l’école de musique Syrinx (Charles Bellonzi, Ramón López, Richie Beirach, Claude Tchamitchian, Louis Winsberg etc.), rencontre le saxophoniste Matthieu Metzger dans le groupe In Out d’Olivier Batlle et retourne au conservatoire de Poitiers pour parfaire son apprentissage.

### Parcours
Après une résidence avec Marc Ducret, il répond à l’appel à candidature du guitariste pour participer à l’aventure de son grand ensemble Le Sens de la Marche,, qu’il intègre en 2003. Multipliant dès lors les collaborations avec Ramón López, Simon Spang-Hanssen, Pierrejean Gaucher, et surtout Louis Sclavis qui en fait le clavier de son nouveau quintet L'Imparfait des langues sur le label ECM et du Big Napoli’s Walls, Paul Brousseau monte un groupe franco-danois avec Marc Ducret, Stefan Pasborg et Liudas Mockunas : Megaphone. 
Il enregistre en 2007 Kokhoznitsa vol.1, le premier disque de son groupe Kolkhöze Printanium avec Maxime Delpierre, Hugues Mayot, Philippe Gleizes, Jean-Philippe Morel, où s’exprime la singularité de son univers musical aux confins de la musique improvisée, de la musique électronique et du rock expérimental. L'album est salué par la critique (Choc Jazzman, Disque d'émoi Jazz Magazine).
Musicien de scène et de studio, on le retrouve aussi à l'occasion de performances pluri-disciplinaires en France et en Europe. Il se produit notamment aux côtés d'artistes et d'auteurs tels que David Linx, Jacques Rebotier, Anders Mogensen, Louis Sclavis, Laurent Colomb, Médéric Collignon, Enzo Cormann, Dgiz, Simon Spang-Hanssen, Mino Cinelu, Sissel Vera Pettersen, Martux-m, Marc Ducret, Francesco Bearzatti. 
Après s’être impliqué dans les projets Megadog From Berline (avec Matthieu Metzger et Philippe « Pipon » Garcia), Motian in Motion de Jean-Marc Padovani (avec Didier Malherbe, Claude Tchamitchian, et Ramón López), ou encore le Martux-m Crew avec Francesco Bearzatti, il partage l’essentiel de ses activités avec l'Orchestre national de jazz (2014-2018) et ses propres groupes aux styles et empreintes sonores variés : Feel Quartet avec  Ramón López, Alexis Dombrovszky, Bruno Chevillon (jazz), Tumblephase avec Romain Bercé (Dubstep), Source avec Matthieu Metzger (musique improvisée).
À partir de 2018, il devient un invité régulier du groupe de rock francais Uncut pour lequel il joue de l'orgue Hammond.

## Récompenses
- 2008 : Choc de l'année Jazzman avec Kolkhöze Printanium
- 2008 : Disque de l'année Jazz Magazine avec Kolkhöze Printanium
- 2009 : Victoire du Jazz avec Marc Ducret : Le Sens de la marche[8]

## Discographie
Leader
- 2003 : Voices Project, Phonolab
- 2004 : The Rover (solo), UA Records
- 2008 : Kolkhöze Printanium, Kolkhoznitsa vol.1, d'Autres Cordes.
- 2017 : Kolkhöze Printanium  Kolkhoznitsa vol.1 (re-edit), Freak-show records

Co-leader et sider
- 2000 : Olivier Batlle, In-Out, Off production
- 2002 : Nasal Retentive Orchestra, Have a Bun, Pickaboo
- 2005 : Pierrejean Gaucher, La fontaine et le gaucher, Music clip
- 2006 : Ricardo Tété, Geringonçà, O+
- 2006 : Louis Sclavis, L'imparfait des langues, ECM
- 2007 : Nasal Retentive Orchestra, Music for Hungry People, Pickaboo
- 2007 : Stefan Pasborg, Tripple point, ILK records
- 2007 : Viktor Lazlo, Begin the Biguine, Universal music
- 2008 : Louis Sclavis, La moitié du monde, JMS éditions.
- 2009 : Marc Ducret, Le sens de la marche, Illusions
- 2010 : Jean-Marc Padovani, Sketches, Pypeline
- 2013 : Orchestre national de jazz, Paris, ONJazz records
- 2014 : avec Romain Bercé, Tumblephase EP#1
- 2014 : Orchestre national de jazz, Berlin, ONJazz records
- 2015 : D' de Kabal, Les Soliloques du chaos
- 2015 : Jean-Marc Padovani, Motian in Motion, Naive
- 2015 : Martux-m, Francesco Bearzatti - Paul Brousseau My Love Supreme
- 2016 : Orchestre national de jazz, Rome, ONJazz records
- 2017 : Orchestre national de jazz, Oslo, ONJazz records
- 2017 : Duo avec Matthieu Metzger, Source, Emouvance
- 2019 : Uncut, EP From Blue
- 2020 : Uncut,  Blue

### Musiques de film
- 2007 : L'ombre du Minotaure (81 min), Sonia Cantalapiedra, les Films d'un jour
- 2010 : Émile Aillaud, un Rêve et des Hommes (58 min), Sonia Cantalapiedra[9], les Films d'un jour
- 2011 : Dans l’atelier de Jacques Pasquier (56 min), Sonia Cantalapiedra, les Films d'un jour [10]